# Libichava
Libichava (in ungherese: Libáka) è un comune della Slovacchia facente parte del distretto di Bánovce nad Bebravou, nella regione di Trenčín.